# Ramaria subtilis
Ramaria subtilis är en svampart som först beskrevs av Coker, och fick sitt nu gällande namn av Schild 1982. Enligt Catalogue of Life ingår Ramaria subtilis i släktet Ramaria,  och familjen Gomphaceae, men enligt Dyntaxa är tillhörigheten istället släktet Ramaria,  och familjen Ramariaceae. Arten är reproducerande i Sverige. Inga underarter finns listade i Catalogue of Life.